# Испарительные поверхности нагрева
Пове́рхность нагре́ва – элемент котлоагрегата для передачи теплоты от составляющих нагревательного процесса теплоносителю (вода, пар, воздух). Различают радиационную и конвективную поверхности нагрева. Радиационная поверхность – поверхность нагрева котла, тип передачи тепла - излучение.  Конвективная  поверхность  –  поверхность нагрева  котла, получает тепло путем конвекции. Испарительные поверхности нагрева необходимы для испарения воды и передачи тепла в котлоагрегатах с низкими параметрами и с естественной циркуляцией.

## Конструктивные особенности

### Котлы с естественной циркуляцией
В котлах с естественной циркуляцией низкого и среднего давления конвективные испарительные нагревательные поверхности выполнены вертикально в виде нескольких рядов подъемно-опускных трубы с внутренним диаметром 40-60 мм, свернутых или приваренных через штуцер к верхнему и нижнему барабану или коллектору. Конструктивные особенности конвективных испарительных нагревательных поверхностей и разница в тепловом восприятии рядов поднимающихся и опускающихся труб должны обеспечить надежную естественную циркуляцию в системе при любых условиях эксплуатации.
Основной испарительной нагревательной поверхностью в современных котлах являются экраны, расположенные в камере сгорания.  Экраны представляют собой ряд панелей с параллельными вертикальными подъемными трубами, соединенными между собой коллекторами. Часть труб подъемного экрана заходит непосредственно в барабан котла. Отдельные секции экранов крепятся к барабану через коллекторы и соединительные трубы.
Гладкотрубными испарительными поверхностями называются испарительные экраны, работающие под разряжением. Самой популярной конструкцией является конструкция газоплотных экранных панелей, в качестве измерительных поверхностей. Они выполняются из плавниковых труб и приварены к трубам прямоугольного сечения. Такая конструкция обеспечивает активную поверхность нагрева с повышенным тепловосприятием экрана и уменьшает их удельную массу. Газоплотные панели улучшают условия работы обмуровки топки и уменьшают вероятность шлакования экранов.

### Прямоточные котлы
Особенностью конструкции испарительных поверхностей нагрева является их любое расположение,  в связи с принудительным движением пароводяной смеси. Их располагают: вертикально, горизонтально или с подъемно-опускным движением потока. В прямоточных котлах среднего и высокого давления парообразование заканчивается и пар доводится до слабого перегрева (10—20 °С) в конвективной испарительной поверхности нагрева, располагающейся за пароперегревателем и выполняемой в виде горизонтальных змеевиков.